# Mars Di Bartolomeo
Mars Di Bartolomeo, né le 27 juin 1952 à Dudelange (Luxembourg), est un journaliste et homme politique luxembourgeois, membre du Parti ouvrier socialiste luxembourgeois (LSAP).
Il est président de la Chambre des députés du 5 décembre 2013 au 30 octobre 2018.

## Biographie
Fils unique, Mars Di Bartolomeo grandit dans le quartier Wolkeschdahl à Dudelange. Ses grands-parents mélangent des origines italiennes et françaises, mais ses parents, nés au Luxembourg, ne parlent pas italien,.
Après ses études secondaires au lycée de garçons d'Esch-sur-Alzette où il obtient son baccalauréat, il se destine au métier d'instituteur mais échoue au concours pour entrer à l'institut pédagogique et s'inscrit en conséquence au cours universitaire à Luxembourg. En 1971, il rejoint le parti des Jeunes socialistes (Jeunesse de la ligue ouvrière).
C'est Jacques Poos qui engage Mars Di Bartolomeo à travailler au Tageblatt en 1972, d'abord en tant que journaliste puis comme rédacteur en chef adjoint. En 1984, il est nommé secrétaire parlementaire du Parti ouvrier socialiste pour succéder à Robert Goebbels, devenu membre du gouvernement.
D'abord candidat aux élections communales de 1987, il est élu au conseil communal de Dudelange et réélu en 1993 et en 1999. Le 1er janvier 1994, il devient bourgmestre de la commune et le demeure jusqu'en 2004.
En 1989, il est élu à la Chambre des députés et réélu en 1994, 1999, 2004 et en 2009. Du 31 juillet 2004 au 4 décembre 2013, il est nommé ministre de la Santé et de la Sécurité sociale dans les gouvernements Juncker-Asselborn I et II. Il mène la réforme des pensions, du système de santé et applique la loi contre le tabagisme.
Il obtient un nouveau mandat de député lors des élections législatives du 20 octobre 2013, avant d'être élu président de la Chambre le 5 décembre suivant. Il s'engage à accroître la participation des citoyens dans le processus de décision politique.
Il est réélu à la fonction de député lors des élections législatives du 14 octobre 2018. En janvier 2020, il est nommé président de la commission parlementaire des institutions et de la révision constitutionnelle.

## Détail des mandats et fonctions[6]

### Membre de la Chambre des Députés
- Vice-président depuis le 06/12/2018
- Président du 05/12/2013 au 30/10/2018
- Député du 13/07/2004 au 30/07/2004
- Député du 13/07/1999 au 05/06/2004
- Député du 18/07/1994 au 08/06/1999
- Député du 18/07/1989 au 05/06/1994

### Fonctions
- Membre du Parti ouvrier socialiste luxembourgeois
- Membre du groupe politique socialiste depuis le 05/12/2013
- Vice-Président du Bureau depuis le 06/12/2018
- Membre effectif de la Délégation luxembourgeoise à l'Assemblée parlementaire de l'Organisation pour la Sécurité et la Coopération en Europe (OSCE) (Président de la Chambre des Députés, membre d'office) depuis le 05/12/2013
- Membre effectif de la Délégation luxembourgeoise auprès du Conseil Parlementaire Interrégional (CPI) (Président de la Chambre des Députés, membre d'office) depuis le 05/12/2013

### Fonctions antérieures
- Ministre de la Santé de 2004 à 2013
- Ministre de la Sécurité sociale de 2004 à 2013
- Vice-Président de la Commission de la Santé et de la Sécurité sociale du 09/10/2001 au 05/06/2004
- Membre suppléant de la Délégation à l'Assemblée Parlementaire de l'OTAN du 12/08/1999 au 05/06/2004
- Président de la Délégation à l'Assemblée Parlementaire de l'OTAN du 27/07/1994 au 12/08/1999
- Membre effectif de la Délégation luxembourgeoise auprès du Conseil Parlementaire Interrégional (CPI) du 12/10/1989 au 13/10/1992
- Membre de la Commission spéciale "Immigration" du 12/06/2001 au 09/03/2004
- Membre de la Commission spéciale "Plan d'action national en faveur de l'emploi" du 12/08/1999 au 05/06/2004
- Membre de la Commission des Affaires intérieures (volet Police) du 10/10/2000 au 05/06/2004
- Vice-Président de la Commission de la Fonction publique et de la Réforme administrative du 10/10/2000 au 05/06/2004
- Vice-Président de la Commission de la Famille, de la Solidarité sociale et de la Jeunesse du 10/10/2000 au 05/06/2004
- Membre de la Commission des Comptes du 12/08/1999 au 05/06/2004

### Mandats communaux et professions
- Membre du Comité, Syvicol (Syndicat des Villes et Communes Luxembourg depuis le 27/03/2000
- Bourgmestre, Ville de Dudelange du 01/01/1994 au 30/07/2004
- Conseiller, Ville de Dudelange du 01/01/1988 au 31/12/1993
- Rédacteur en chef adjoint, Tageblatt
- Journaliste, Tageblatt de 1972 à 1984

## Distinctions
- Officier de l'ordre de la Couronne de chêne[7] (Luxembourg, promotion 1999)
- Commandeur de l'ordre de Mérite du grand-duché de Luxembourg[8] (Luxembourg, promotion 2004)
- Chevalier grand-croix de l'ordre du Mérite de la République italienne‎[9] (Italie, promotion 2015)